# Apomecyna cavifrons
Apomecyna cavifrons là một loài bọ cánh cứng trong họ Cerambycidae.